# Championnats de France de triathlon longue distance 2019
Navigation
Édition précédente Édition suivante
Les championnats de France de triathlon longue distance 2019,  se sont déroulés à Villefranche-de-Panat en Aveyron le dimanche 25 août 2019.

## Résultats
Les tableaux présentent le « Top 10 » des championnats hommes et femmes, la première féminine est 56e au classement général.
| Place              | Triathlète        | Temps           |
| ------------------ | ----------------- | --------------- |
| Médaille d'or      | Sébastien Fraysse | 4 h 11 min 54 s |
| Médaille d'argent  | Arnaud Chivot     | 4 h 15 min 11 s |
| Médaille de bronze | Dylan Magnien     | 4 h 15 min 37 s |
| 4                  | Arnaud Guilloux   | 4 h 17 min 31 s |
| 5                  | Jérémy Morel      | 4 h 21 min 21 s |
| 6                  | Franck Guyon      | 4 h 22 min 51 s |
| 7                  | Maxime Sauve      | 4 h 26 min 43 s |
| 8                  | Benjamin Feraud   | 4 h 26 min 59 s |
| 9                  | Frédéric Durand   | 4 h 30 min 59 s |
| 10                 | Nicolas Martin    | 4 h 31 min 14 s |

| Place              | Triathlète           | Temps           |
| ------------------ | -------------------- | --------------- |
| Médaille d'or      | Aurélia Boulanger    | 5 h 1 min 52 s  |
| Médaille d'argent  | Inès Van der Linden  | 5 h 11 min 50 s |
| Médaille de bronze | Sylvie Morin         | 5 h 20 min 36 s |
| 4                  | Stéphanie Ayme       | 5 h 20 min 51 s |
| 5                  | Renée Charrière      | 5 h 22 min 40 s |
| 6                  | Héloïse Bottin       | 5 h 28 min 18 s |
| 7                  | Erna Fontein         | 5 h 31 min 27 s |
| 8                  | Diane Tonel Cutillas | 5 h 34 min 13 s |
| 9                  | Valérie Jeudy        | 5 h 44 min 5 s  |
| 10                 | Nathaly Cedat Berrus | 5 h 45 min 43 s |